# Linia kolejowa Sławno – Kosierzewo
Linia kolejowa Sławno – Kosierzewo – rozebrana linia kolejowa Sławieńskiej Kolei Powiatowej, wąskotorowa, łącząca Sławno z Kosierzewem. Linia posiadała rozstaw szyn wynoszący 750 mm. Na całej swojej długości była jednotorowa.
Linia została otwarta 21 grudnia 1897 roku, odcinek Sławno – Kosierzewo był częścią szlaku Sławno – Polanów Wąskotorowy, który 29 maja 1898 roku przedłużono do Gołogóry, a 1 listopada 1898 roku uruchomiono odcinek pomiędzy Nacławiem i Jacinkami. W 1934 roku (750 mm) linię wąskotorową Sławno – Gołogóra przebudowano i zmieniono rozstaw szyn na 1435 mm, wytyczono również nowy szlak, zlikwidowano przystanek Pomiłowo Wąskotorowe oraz Ugacie. Przebudowana linia prowadziła ze stacji Sławno, która posiadała dworzec pomocniczy Schlawe Kleinbahnhof, w kierunku stacji Kwasowo i dalej w kierunku Kosierzewa i Gołogóry. Nowy szlak otwarto oficjalnie 21 grudnia 1934 roku. Wyodrębniona ze szlaku linia Sławno – Kosierzewo została rozebrana po 1934 roku.